# Pierre Agostini
Pierre Agostini (Túnez, 23 de julio de 1941) es un físico francés, ganador del Premio Nobel de Física en 2023, junto con Ferenc Krausz y Anne L'Huillier.
Conocido por sus trabajos pioneros en física láser de campo fuerte y ciencia de los attosegundos, es especialmente conocido por la observación de la ionización por encima del umbral y la invención de la técnica de reconstrucción de latidos de attosegundos por interferencia de transiciones de dos fotones (RABBITT) para la caracterización de pulsos de luz de attosegundos.